# Triomftocht

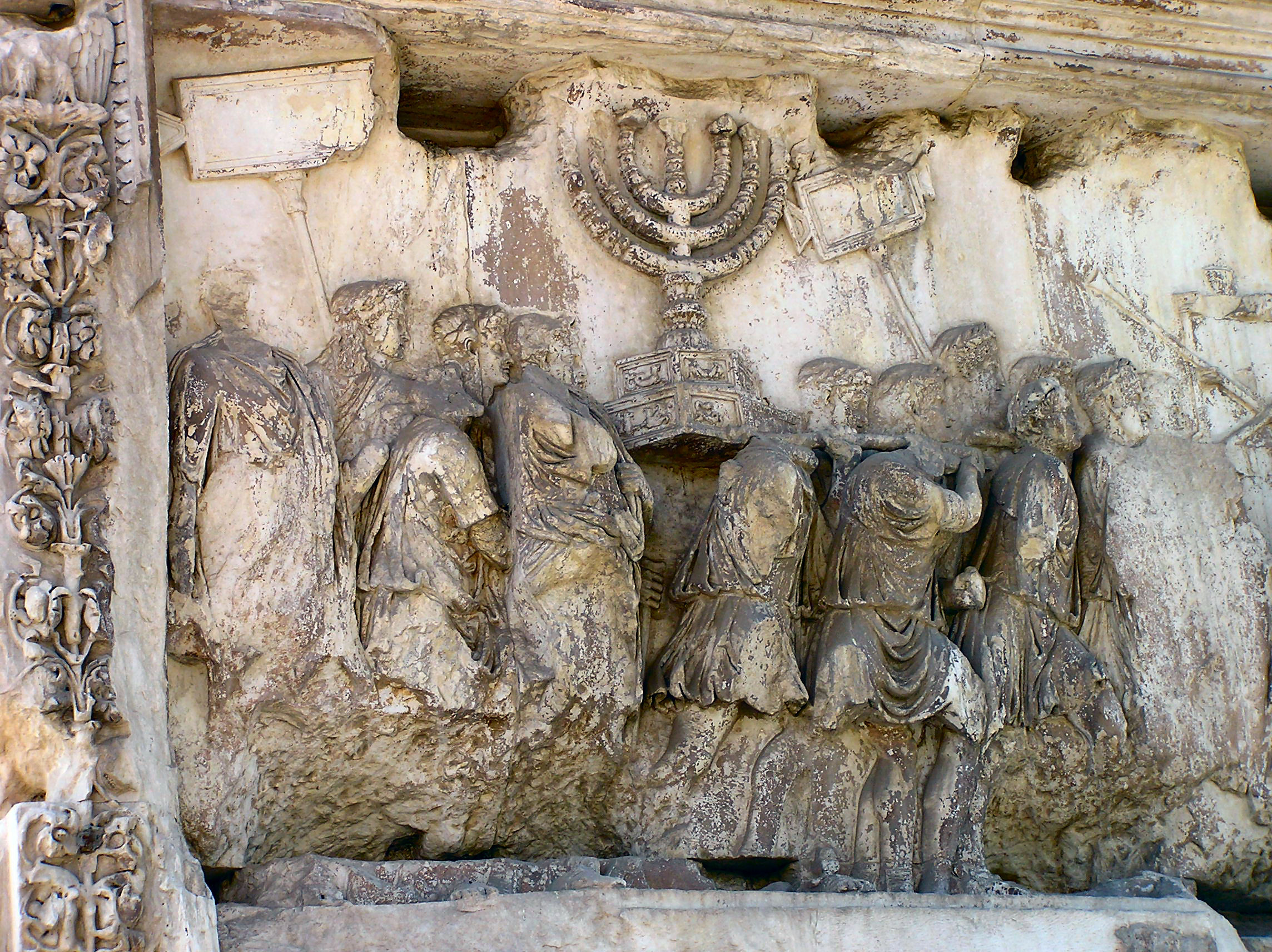
Triomftocht van Titus na de overwinning in Judaea, Forum Romanum, Rome.

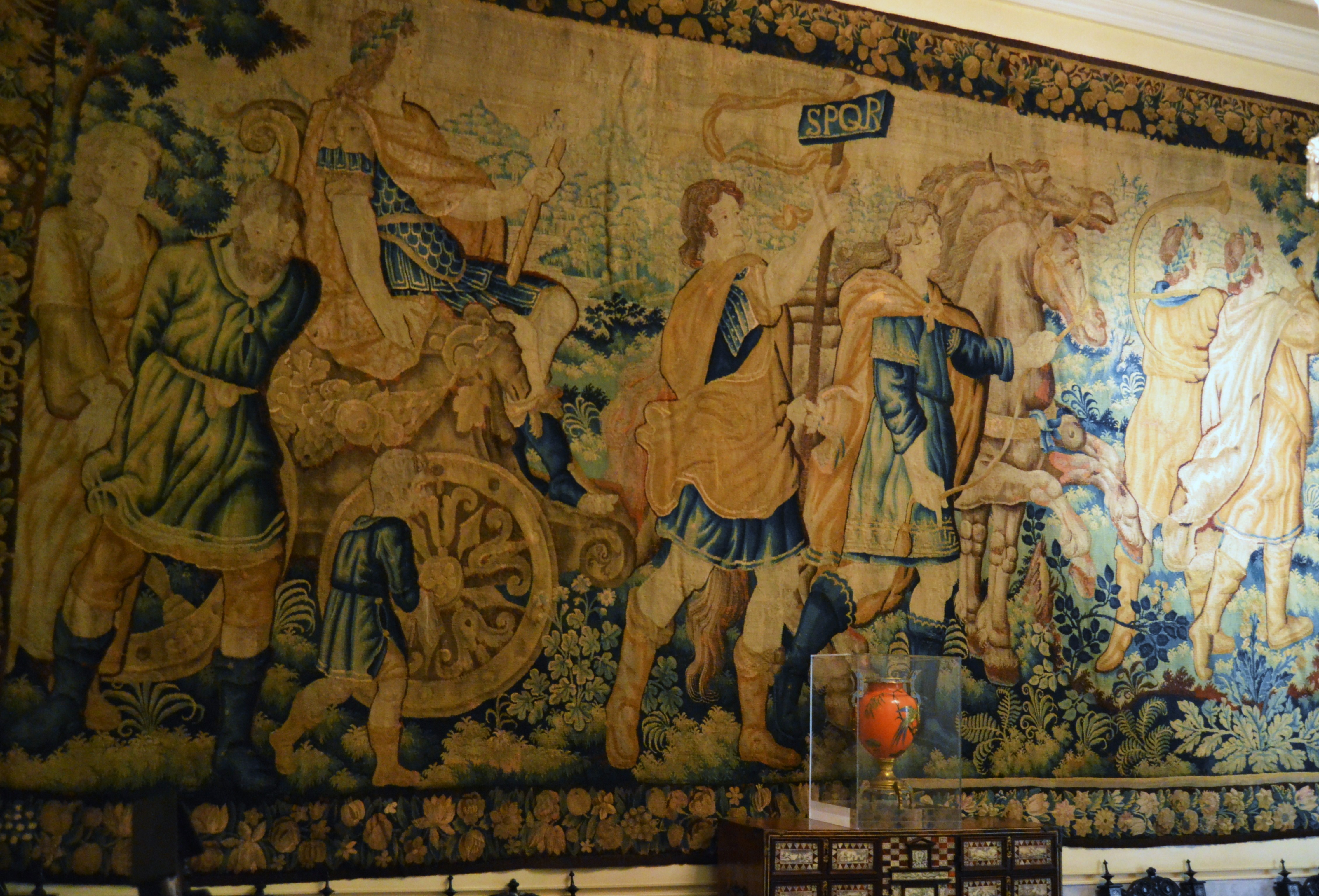
Vlaams wandtapijt in de fumoir van de Palau del Marqués de Dos Aigües, Valencia

Een triomftocht (Latijn triumphus; Oudgrieks θρίαμβος) was in het oude Rome de feestelijke intocht van een zegevierende legeraanvoerder, die door zijn soldaten tot imperator was uitgeroepen, waarbij de legioenen met hun "triomferende" bevelhebber bij uitzondering door de straten van Rome mochten trekken. Later werd triomftocht in overdrachtelijke zin gebruikt voor elke zegetocht.

## Belang en ontwikkeling van detriumphus
De eerste opgetekende triomftocht is die van Publius Valerius Publicola die in 510 voor onze jaartelling de Etrusken overwon.
Dit eerbewijs kon in de regel door de senaat worden toegekend, wanneer een Romeins veldheer (d.i. iemand met een imperium) meende een grote zege voor het "volk en de senaat van Rome" (SPQR) te hebben behaald en door zijn soldaten in het veld tot imperator was uitgeroepen (acclamatio). Bij een belangrijke overwinning, het onderdrukken van een opstand of een serie succesvolle operaties stuurde de imperator de senaat een met lauweren omwikkelde brief, de literae laureatae met een verslag van zijn daden. Voor de toekenning van de triomf moest aan een aantal voorwaarden worden voldaan. De zege moest een "rechtvaardige zege" (victoria iusta) zijn en dus in een "rechtvaardige oorlog" (bellum iustum) zijn behaald. Dit betekende dat het geen zege in een burgeroorlog kon zijn en dus ook geen competitie tussen bevelhebbers. Toen Gaius Julius Caesar toch een triomftocht vierde na zijn overwinning op Gnaius Pompeius Magnus maior, werd hier algemeen schande van gesproken. Sommige bronnen vertellen ons ook, dat de eigen verliezen niet te groot mochten zijn en minstens 5.000 vijandelijke strijders moesten zijn gedood, maar dit is waarschijnlijk niet historisch. Een triomftocht kwam enkel de hoogste ambtenaren (de imperiumdragers: dictator, consul, praetor) toe, daar zij de enigen waren die legioenen mochten aanvoeren. Onder het principaat werd het imperium feitelijk gemonopoliseerd door de princeps, die meestal ook imperator als vaste titel voerde; Tiberius zou de laatste zijn geweest die toeliet dat een burger, Quintus Iunius Blaesus, werd uitroepen tot imperator. Voortaan werden zegevierende generaals slechts een ovatio (een "kleine" triomftocht) of de militaire onderscheidingstekens van een triomfator, de insignia of ornamenta triumphalia, verleend.
Oorspronkelijk was de triomftocht waarschijnlijk een overwegend sacrale handeling: de veldheer loste de gelofte in, die hij de goden voor het begin van de veldtocht had gedaan (voti solutio), reinigde door de cultusdienst zichzelf en het leger van de vloek van de oorlog en offerde aan Jupiter. Later ontwikkelde zich de triomftocht steeds meer tot een erefeest voor de zegevierende veldheer.
De term triumphus zou volgens de traditie via de Etrusken uit het Grieks afkomstig zijn en betekende oorspronkelijk erefeesten voor Bacchus, zoals Marcus Terentius Varro ons weet te vertellen:

[...] sic triumphare appellatum, quod cum imperatore milites redeuntes clamitant per urbem in Capitolium eunti IO TRIUMPHE! id a θριαμβωι a Graeco Liberi cognomento potest dictum.
— Varro, Ling. Lat. VI 68.

[...] aldus "triomferen" genoemd, deze met de imperator teruggekeerde soldaten roepen door de stad naar het Capitool gaand IO TRIUMPHE! Dit is mogelijk naar de Griekse bijnaam Thriambos van Liber (d.i. Romeinse equivalent van Bacchus) vernoemd.

Een andere mogelijkheid is dat het een afleiding is van het Griekse woord triambos ("driesprong").
De rol van de triomftocht in het politieke systeem van de Republiek is op grond van het fragmentarische bronnenmateriaal niet helemaal duidelijk. Enerzijds tonen auteurs zoals Marcus Tullius Cicero aan dat het zeer ongewoon was dat een zegevierend veldheer aan een triomftocht verzaakte, anderzijds was de triomftocht toch een begeerde, maar niet de enige mogelijkheid, om het aanzien van een persoon en zijn familie te doen stijgen, temeer daar het toestaan van een triomftocht steeds onderhandelingen met de senaat vereiste. Ogenschijnlijk was Augustus de eerste, die de triomftocht voor hoogste eer binnen de politieke klasse hield, daar hij een lijst (fasti) van triomfators samenstelde en op zijn Forum Augusti standbeelden van de belangrijkste figuren van de republiek in triomfale gewaden liet opstellen.

## Het verloop van een triomftocht
Het verloop van een triomftocht is ons slechts uit post-republikeinse auteurs bekend, die weliswaar stellen een historische triomftocht te beschrijven, maar in werkelijkheid een ideaalbeeld van een triomftocht weergeven. In het bijzonder voor de Republikeinse tijd zijn bijwijlen afwijkingen van volgend beeld niet uit te sluiten.
Tot op de dag van de triomftocht moest de imperator met zijn legioenen buiten het pomerium blijven, waar hij met de senaat over het houden van een triomftocht onderhandelde. De triomftocht voerde vanaf het Marsveld door de porta triumphalis, over het Forum Boarium, verder door het Circus Maximus, langs de Via Triumphalis, over het Forum Romanum tot aan het Capitool, waar de triomfator voor de Tempel van Jupiter Optimus Maximus een feestelijk offer bracht. In het onderzoek is het omstreden, of de triomfator op de dag van de triomftocht als koning of als verpersoonlijk van Jupiter moet worden beschouwd.

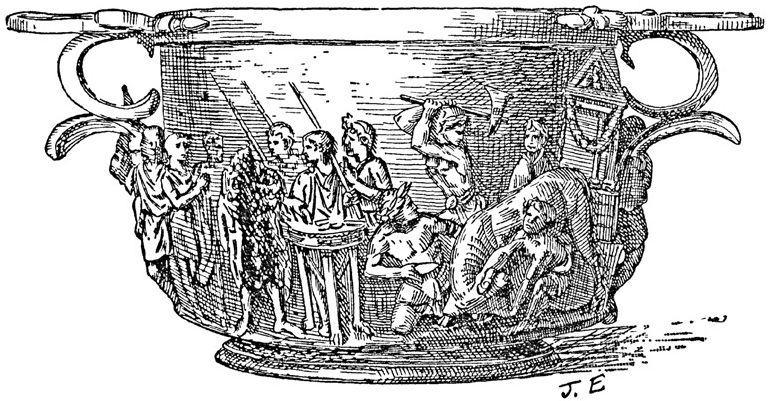
Offer voor de tempel van Iuppiter Optimus Maximus
op het Capitool (keerzijde van de beker).

De tocht van het Capitool ging langs rijen mensen, die de zegevierende generaal met de jubelkreet "Io triump(h)e!" begroeten Vooraan in de optocht schreden de senatoren, magistraten en muzikanten voort, gevolgd door voorstellingen van de zege. In de optocht trokken buiten de zegenrijke troepen ook krijgsgevangen mee (prominente gevangenen, zoals Aristonicus, Jugurtha en Vercingetorix werden na de triomftocht geëxecuteerd, terwijl minder belangrijke gevangen als slaven werden verkocht). Verder werden aan het Romeinse volk de krijgsbuit, opgesmukte offerdieren en eerbewijzen zoals een gouden krans (aurum coronarium) voor de veldheer gepresenteerd. De triomfator reed aan het eind van de tocht in een quadriga, voorafgegaan door lictores met lauweromwonden roedenbundels (fasces). Hij was daarenboven gekleed in kleding die deed denken aan die van Jupiter of de Romeinse koningen (uit de tijd voor de Republiek).
Tot slot volgde het zegevierende leger. De soldaten hadden daarbij de gelegenheid, in lof- en spotliederen (ioci militares), ook eenmaal de menselijke zwakheden van hun veldheer op de korrel te nemen. Beroemd is bijvoorbeeld een vers op Gaius Julius Caesar, die als jongeman reeds relatief weinig haar had en die men een grote zinnelijkheid toeschreef:

urbani, servate uxores: moechum calvum adducimus
— Suetonius, Caesar 51.

Burgers, houdt uw vrouwen binnen: hier komt een kale vrouwendief.

De triomfator droeg een purperen toga (toga purpurea), een bestikte tunica (tunica palmata), een lauwerkrans (corona triumphalis), een adelaarscepter en in de andere hand een ivoren staf met adelaarskop. Zijn gezicht was, naar het voorbeeld van stenen beeld van Iuppiter Optimus Maximus op het Capitool, met veel rood besmeurd. Het ornamentum triumphalis is aldus blijkbaar enerzijds aan Jupiter, anderzijds aan de dracht van de pre-republikeinse koning ontleend.
Een slaaf, die achter de triomfator op de wagen stond, hield hem de anders in de tempel van Jupiter bewaarde gouden kroon boven het hoofd en sprak ononderbroken de volgende woorden: Respice post te, hominem te esse memento ("Kijk achter je! Bedenk dat je slechts een mens bent!"). De zinsnede wordt ook in lichtjes andere vorm overgeleverd. Aansluitend op de triomftocht vond een feest voor het leger en het volk plaats.
De meestal provisorisch opgerichte boog, waardoor de triomftocht trok, werd ook wel als een blijvende triomfboog uit duurzaam materiaal opgetrokken.